# Melina Aslanidou

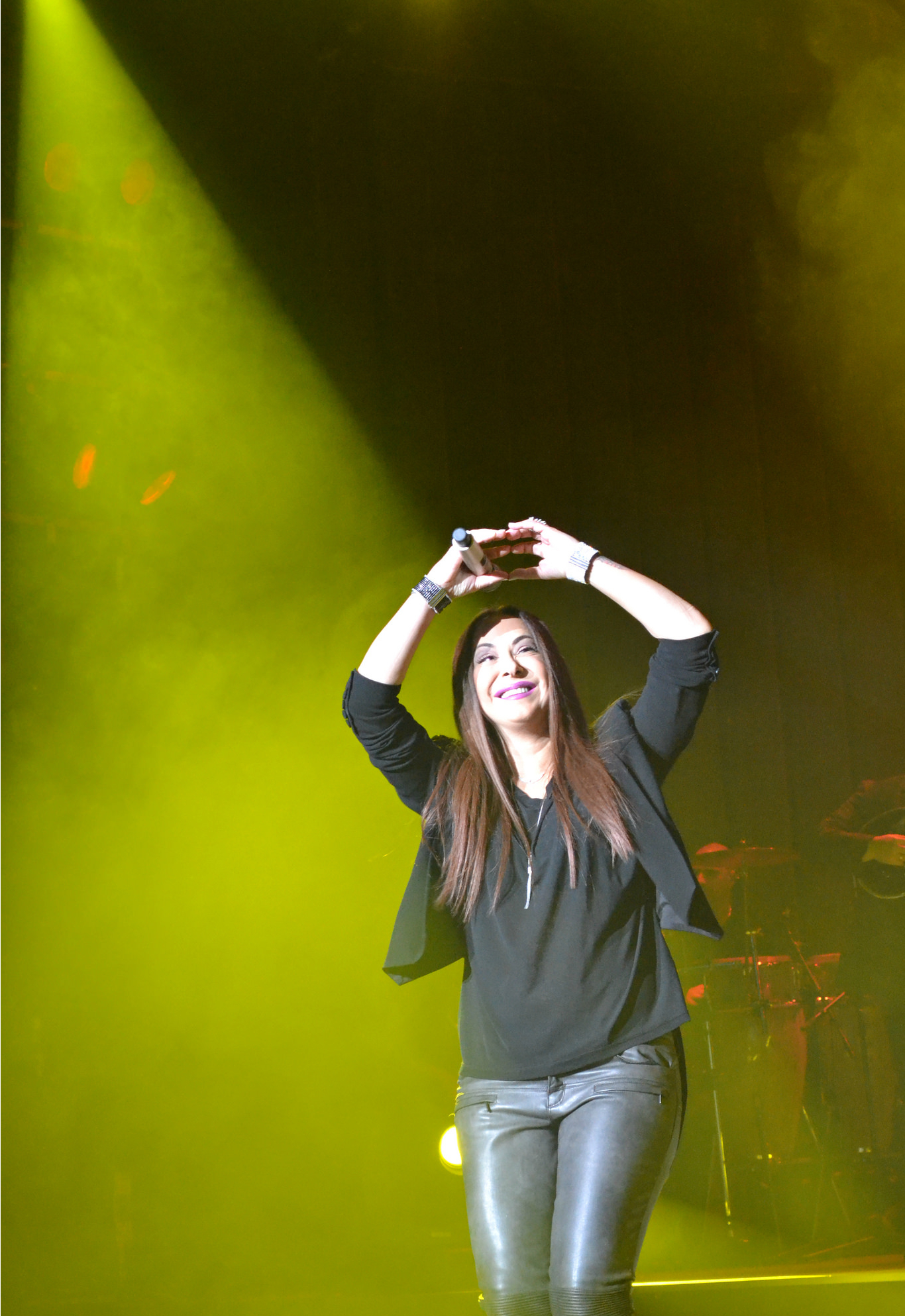
Melina Aslanidou (2015)

Melina Aslanidou (griechisch Μελίνα Ασλανίδου; geboren als Συμέλα Σαρασλανίδου Symela Saraslanidou; * 28. August 1974 in Stuttgart) ist eine griechische Sängerin, die sich vorwiegend der populären griechischen Musik im Stil der Laïki Mousiki und des Entechno Tragoudi widmet. Beide Musikstile weisen auch Elemente des griechischen Rembetiko auf.

## Leben und Karriere
Melina Aslanidou wurde in Deutschland geboren und kam als Kind nach Griechenland zurück. Sie wuchs in Zentralmakedonien auf, wo sie als Schülerin im Chor mitsang und viele Musikarten kennenlernte. Während sie in Thessaloniki eine Ausbildung zur Labor-Assistentin machte, sang sie in kleinen Nachtclubs, um Geld zu verdienen. Dort wurde man auf ihr Talent aufmerksam. Im Jahr 2001 gründete sie die Band „Apenanti“ (Gegenüber), deren Sängerin sie war. Im selben Jahr veröffentlichte sie die Single To past thimithika mit dem Lied Ti sou ekana kai pineis (Τι σου έκανα και πίνεις; „Was habe ich dir angetan, dass du trinkst?“). Dieser von Mimis Plessas geschriebene Song mit Text von Lefteris Papadopoulos wurde in Griechenland zu einem großen Hit.
2002 zog Melina Aslanidou nach Athen, wo sie mit Giorgos Dalaras auftrat und Konzerte mit ihm in Griechenland und im Ausland gab. Im Laufe ihrer Karriere arbeitete sie auch mit anderen bekannten griechischen Interpreten zusammen, wie beispielsweise mit Eleftheria Arvanitaki, Giannis Kotsiras, Kostas Makedonas und Glykeria.
Sie war sowohl bei der Musik-Realityshow X-Factor (2019), also auch bei The Voice of Greece (2014 bis 2015) als Jurymitglied im griechischen Fernsehen zu sehen.
Im Jahr 2016 wurde ihr Album Melina (2014) mit der Musik von Giorgos Papadopoulos zu einer Goldenen Schallplatte. Zwei Jahre später machte sie eine Solo-Tournee durch Europa und gab in verschiedenen deutschen Städten sowie in London, Zürich, Brüssel, Uppsala und Amsterdam Konzerte. Anlässlich ihrer Auftritte mit Glykeria im Herbst 2023 wurde sie als eine der beliebtesten und bekanntesten griechischen Sängerinnen der Laïki Mousiki bezeichnet.
2024 moderierte sie zusammen mit dem bekannten griechischen Bouzouki-Spieler Christos Nikolopoulos die Musiksendung Nichta Stasou im staatlichen Fernsehsender ERT.
Sie selbst zählt sich zu den Pontosgriechen.

## Diskografie

### Alben
- 2002: Μικρή αγάπη (Kleine Liebe) mit Apenanti
- 2003: Το Πέρασμα (Der Übergang)
- 2005: Παιχνίδι είναι (Es ist ein Spiel)
- 2014: Μελίνα (Melina)
- 2016: Με Φωνάζουνε Με Το Μικρό Μου (Man nennt mich beim Vornamen)
- 2018: Ξημερώνει Κυριακή (Der Sonntag beginnt)

### Kompilationen
- 2008: Στο δρόμο (Auf der Straße)

### EPs
- 2007: Ψηλά τακούνια (Hohe Hacken)
- 2022: I Melina Aslanidou Tragoudaei Giorgo Theofanous (mit George Theofanous)

### Singles (Auswahl)
- 2001: Το Παρελθόν θυμήθηκα (Ich erinnerte mich an die Vergangenheit) mit Apenanti
- 2005: To Lathos
- 2012: Δεν έχω διέυθνυση (Ich habe keine Adresse)
- 2013: Tetarti Vradi (mit Antonis Remos)
- 2016: Nero Ke Homa (mit Stavento)
- 2019: Se Poia Thalassa Armenizeis
- 2020: De Vazeis Mialo (mit George Theofanous)
- 2021: Ftani Kai Perisevi (mit Glykeria & George Theofanous)
- 2021: Posi Monaxia (mit Vasilis Karras & Stelios Rokkos)